# Livello di base

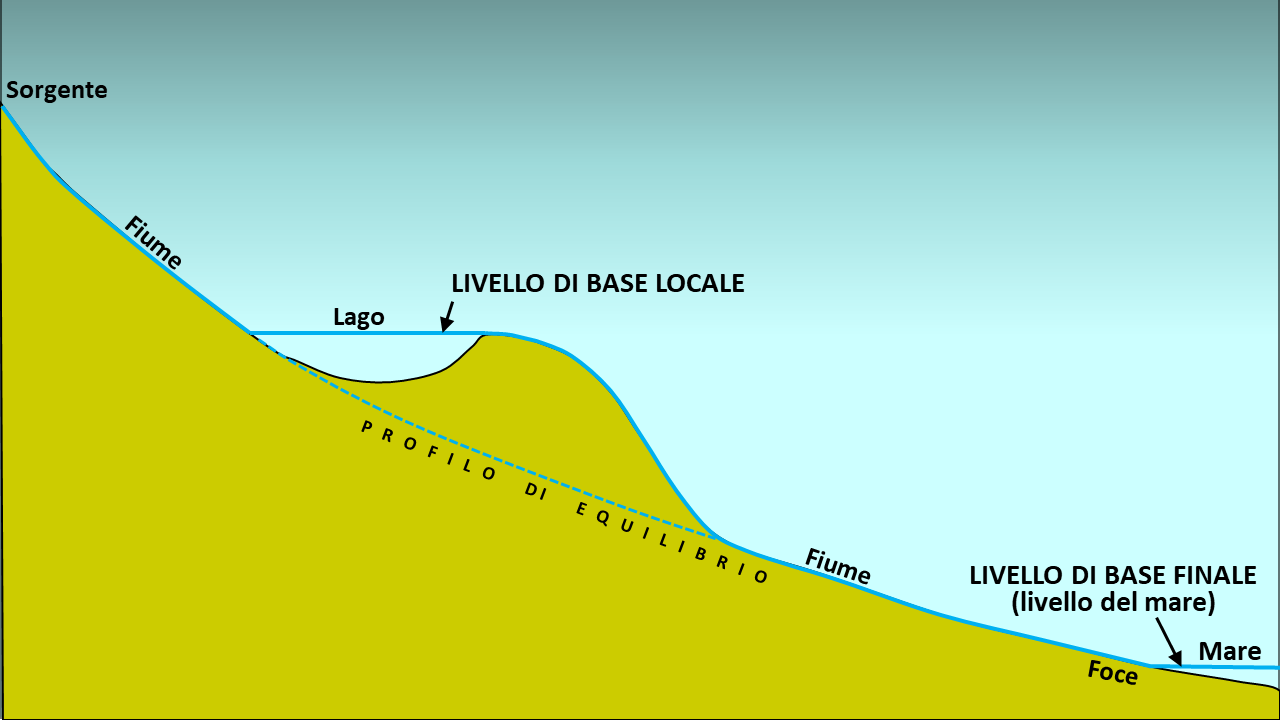
Schema ideale del concetto di livello di base. Il livello di base finale è il livello medio del mare. Lungo il profilo di un fiume si avranno in generale livelli di base locali costituiti da soglie, bacini lacustri e altri elementi che inducono un rallentamento locale della corrente fluviale e un aumento della sedimentazione. Il fiume tenderà ad erodere più o meno rapidamente e ad eliminare questi fattori locali per raggiungere un profilo di equilibrio.

Il livello di base di un fiume o torrente è il punto più basso al quale esso può scorrere, definito spesso come l'imboccatura del fiume. Per i grandi fiumi, il livello di base è di solito il livello del mare, ma un grande fiume o lago è parimenti il livello di base per i corsi d'acqua tributari. Un'eccezione piuttosto rara si può vedere nel Giordano, per il quale il livello di base è rappresentato dal Mar Morto, 417 m sotto l'odierno livello del mare.

## Definizione
Il livello di base è significativo anche per il drenaggio subsuperficiale. Un livello di base basso è un prerequisito per la formazione di una struttura di tipo carsico, una rete di doline e di caverne che possono svilupparsi quando la pioggia acida allarga le connessioni (mediante soluzione) nella roccia calcarea. Spesso questa rete di drenaggio sotterraneo alimenta a ritroso il drenaggio superficiale lungo i margini di fiumi più grandi, che costituiscono l'effettivo livello di base.
Quando la sorgente di un corso d'acqua è molto alta rispetto al suo livello di base (alto gradiente topografico), l'erosione procede rapidamente a causa dell'energia dell'acqua in rapido movimento, la topografia diviene accidentata ed è considerato un corso d'acqua giovane (geologicamente parlando). Quando l'erosione ha agito per un tempo geologico lungo, consumando verso il basso i punti elevati e creando una piccola differenza tra la sorgente e il livello di base di un corso d'acqua (basso gradiente fluviale), allora il corso d'acqua viene chiamato maturo. Le valli dei corsi d'acqua maturi hanno pendenze dolci, punti più elevati arrotondati e andamenti sinuosi.
Uno strato di roccia molto dura può formare un livello di base temporaneo, finché non viene scavato da una parte all'altra. Ad esempio, la dolomite di Lockport ha creato un livello di base temporaneo per il fiume Niagara. Alla fine questo sarà completamente scavato quando le Cascate del Niagara arretreranno e il Lago Erie sarò drenato vicino al livello di base inferiore del Lago Ontario.

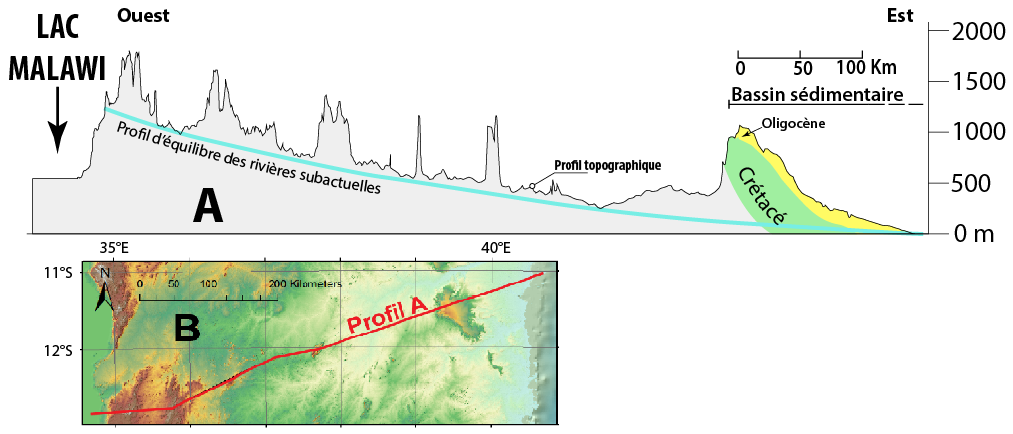
Sezione topografica attraverso il nord-Mozambico, dal Lago Malawi all'Oceano Indiano. I fondivalle dei fiumi attuali si allineano complessivamente secondo un profilo di equilibrio ideale che tende asintoticamente al livello di base determinato dal livello dell'oceano. Restano rilievi residuali (inselberg) "aggirati" dalle correnti fluviali o frutto di sollevamenti recenti e non ancora erosi.

I movimenti tettonici possono influenzare notevolmente i livelli di base. Un classico esempio per illustrare il fenomeno è il fiume Colorado. Il graduale sollevamento tettonico dell'Altopiano del Colorado, soprattutto negli ultimi 20 milioni di anni (fino 3000 m), portò il fiume e i suoi tributari ad erodere rapidamente i sedimenti di piana alluvionale e ad incidere la roccia sottostante fino a formare il Grand Canyon. Il corso del fiume è caratterizzato dalla presenza di vari meandri (il più famoso è l' Horseshoe Bend) che costituiscono una morfologia "ereditata" (infatti i corsi d'acqua meandriformi si sviluppano in contesti di pianura alluvionale e in alvei fluviali non confinati). Si tratta di un tipico caso di pattern di drenaggio antecedente, nel quale la morfologia dei corsi d'acqua si è mantenuta nonostante il cambiamento radicale dell'assetto topografico sottostante, a causa dell'estrema rapidità (in termini geologici) della variazione altimetrica che non ha consentito al corso d'acqua di adeguare la propria morfologia alla mutata situazione.
Altri processi geologici possono influenzare i livelli di base. Nei Finger Lakes dello stato di New York, la glaciazione dell'era glaciale approfondì notevolmente le valli dei laghi e ringiovanì i corsi d'acqua tributari. Questi ultimi hanno gole profonde e spesso cascate dove gli strati di roccia dura rallentano l'erosione; essi sono detti valli sospese.
I livelli di base possono anche cambiare (in primo luogo a causa della formazione o della fusione dei manti di ghiaccio continentali), e sollevano o abbassano il livello di base finale dei fiumi costieri. Lungo la costa orientale del Nord America, le valli dei fiumi si estendono verso l'esterno fino alla piattaforma continentale, indicando un tempo in cui era possibile l'erosione a causa del più basso livello di base rappresentato nel passato da un livello del mare inferiore. Oggi molti di questi stessi fiumi finiscono in baie, indicando che il livello del mare è risalito in tempi geologici recenti. Ciò viene definito un litorale annegato.